# Maximum Huavo
『Maximum Huavo』（マキシマム・ウェボー）は、日本のボーカリストである稲葉浩志と、アメリカ合衆国のギタリストであるスティーヴィー・サラスが「INABA／SALAS」名義で発表した2作目のオリジナル・アルバム。2020年4月15日にVERMILLION RECORDSより発売された。

## 概要
前作『CHUBBY GROOVE』から約3年ぶりとなるオリジナル・アルバム。
初回限定盤に付属する特典DVDおよびBlu-ray Discには、2017年に行われたライブツアー『INABA／SALAS “CHUBBY GROOVE TOUR 2017”』より、ZeppTokyo公演のライブ映像を収録。
アルバムタイトルにもつけられてる「Huavo」とは本来、スペイン語で「卵」という意味の「Huevo」をスラングにしたもので、アメリカではスキーの上級者コースを「タマがついてるやつじゃなきゃ無理なコース」という意味も込めて「Huevos Grande」をつけられ、勇敢で度胸があることの例えに使われる。その「Huevo」を自分たちだけのスラングにしたかったため「Huavo」にした。
タイトルについてサラスは「安全志向や受け身ではなく、勇敢にアグレッシヴに行こうぜ」という意味を込めており、稲葉は「意味の分からない言葉だし、発音もしづらいし、綴りも間違ってる。でも、そういうところがINABA／SALASっぽくていいかな」と語っている。
本作発売後ライブツアー『INABA／SALAS "the First of the Last Big Tours 2020"』を開催予定だったが、新型コロナウイルスの影響で全公演中止となった。

## リリース形態
通常盤
CDのみの形態。
初回生産限定盤
CD+オリジナルTシャツの形態。
初回限定盤
「CD+DVD」及び「CD+Blu-ray」の形態。付属の映像ソフトには、2017年に行われたライブツアー『INABA／SALAS “CHUBBY GROOVE TOUR 2017”』より、ZeppTokyo公演のライブ映像を収録。

## 収録曲

### CD
1. Mujo Parade ～無情のパレード～ (4:06)
2. U (3:37)
3. KYONETSU ～狂熱の子～ (3:41)
  - アルバム発売後の2020年5月27日に公式SNS上にセッション動画を公開した[17][18]。また、セッション動画とコラボできる動画を一般募集し[17]、2020年6月20日に公開した[19][20]。コラボ動画にはB'zおよび稲葉のソロでサポートメンバーを務めた大賀好修が参加している[21]。
4. Violent Jungle (4:23)
5. Boku No Yume Wa (4:07)
6. Demolition Girl (3:27)
  - 日本テレビ系『スッキリ!!』4月テーマソングに起用された[22]。
  - ミュージック・ビデオの撮影はショー・クラブバーレスク東京にて行われ、所属のダンサーも出演している[23]。監督は前作『CHUBBY GROOVE』収録の「AISHI-AISARE」同様、東市篤憲が担当している[24]。
7. IRODORI (3:18)
  - アルバム発売後、新型コロナウイルスの外出自粛に伴い歌詞を一部変更[注 1]して、セッションしている模様を公式SNS上に公開した[25][26][27]。
8. You Got Me So Wrong (3:32)
9. Bloodline (3:38)
10. Take On Your Love (3:13)
11. CELICA (3:52)
  - 歌い出しについてサラスから「コウシ、エルヴィス、コウシ、エルヴィス」とエルヴィス・プレスリーを目指すようリクエストがあった[28]。
12. CELEBRATION ～歓喜の使者～ (3:58)

### DVD/Blu-ray Disc (初回限定盤のみ)
『INABA／SALAS “CHUBBY GROOVE TOUR 2017”』ZeppTokyo公演のライブ映像。
1. SAYONARA RIVER
2. 苦悩の果てのそれも答えのひとつ
3. ERROR MESSAGE
4. NISHI-HIGASHI
5. マイミライ
6. シラセ
7. ハズムセカイ
8. 正面衝突
9. DO YOUR OWN THANG
10. MOONAGE DAYDREAM
11. MY HEART YOUR HEART
12. WABISABI
13. OVERDRIVE
14. MARIE
15. AISHI-AISARE
16. BLINK
17. POLICE ON MY BACK
18. TROPHY

## タイアップ
- 日本テレビ系『スッキリ!!』4月テーマソング(#6)

## 参加ミュージシャン
- 稲葉浩志：ボーカル、全曲作詞・作曲・編曲、Toms(#3.6)
- スティーヴィー・サラス：ギター、全曲作詞・作曲・編曲、ベース(#7.12)、Toms(#3.6)
- フェデリコ・ミランダ：ギター(#12)
- ブライアン・ティッシー：ドラム(#1-4.8.9.11)、ハイハット(#10)
- デイヴ・アブラジーズ：ドラム(#5)
- マット・ソーラム：ドラム＆パーカッション(#6)、ファズベース(#6)
- マット・シェロッド：ドラム(#9)、シンセサイザー(#9)、プログラミング(#9)、トーク・ボックス(#9)
- ザック・ナジール：ドラム＆パーカッション(#7)、プログラミング(#7)
- シュティー・ゲフェラー：ドラム(#10)
- マッシモ・ヘルナンデス：ドラム(#12)
- デイビッド・リーチ：パーカッション(#1.3.5)
- ケビン・グティエレス：パーカッション(#8)、ミキシング
- カルロス・タパド・ヴァーガス：パーカッション(#12)
- サム・ポマンティ：シンセサイザー(#1-4.7-10)、ピアノ(#7)、シンセベース(#5.10.11)、プログラミング(#3.9)、プリプロダクションプログラミング
- ルー・ポマンティ：シンセサイザー(#1.3-5.10.11)
- ナード・ベーリングス：シンセサイザー(#3.8)、プログラミング(#3.9)、ミキシング
- プレクサス・プレイ：シンセサイザー(#3.4.6-8.12)
- ベン・ムーア：ピアノ(#12)、ソニックス(#7)
- アルマンド・サバルレッコ：ベース(#1-6.9-11)、アディショナルアレンジメント(#5)
- ダリアン・ハートソング：ベース(#8)
- ザ・クリスタル・メソッド：シンセベース(#6)
- ロッド・ラモット：アディショナルチャントボーカル(#2)
- ルイス・モンタルベルト・スミス：シンセサイザー(#12)、アディショナルボーカルアレンジメント(#2.12)
- ティム・パーマー：アディショナルギター(#6)、ミキシング
- エース・ハーパー：Heys(#6)
- ジャスティン・シャルツ：マスタリング
- 小林廣行：プリプロダクションプログラミング

## 特典DVD/Blu-rayサポートメンバー
- マット・シェロッド：ドラム
- アンプ・フィドラー：キーボード
- スチュアート・ゼンダー：ベース